# Poudrière de Dijon
La poudrière de Dijon est un édifice situé dans la ville de Dijon, dans la Côte-d'Or en région Bourgogne-Franche-Comté.

## Histoire
Elle fut construite en 1885 sur les plans du général Séré de Rivières, liée aux fortifications établies après la guerre de 1870.
En 2003-2004, elle accueille la résidence La Californie.
Le sol des parcelles, le pavillon du gardien, le portail et le mur d'enceinte, le bâtiment de la poudrière sont inscrits au titre des monuments historiques par arrêté du 23 décembre 1994.

## Description
Bâtie sur un front de parcelle, elle correspond à un petit bâtiment de plain-pied ayant un toit à deux versants en tuiles ainsi que d'un immeuble rectangulaire à 4 niveaux dont un étage attique sur le fond de parcelle. La pierre est le matériau de construction des encadrements, chaînages d'angle et soubassement. Le revêtement des façades a un jeu de couleurs et l'ensemble dispose de parkings. 